# Клименко Василь Костянтинович
Василь Костянтинович Клименко (20 серпня 1906, село Петрівка Бахмутського повіту Катеринославської губернії, тепер селище Петрівка Дзержинської міськради Донецької області — 20 квітня 1984, місто Київ) — український радянський і компартійний діяч, депутат Верховної Ради СРСР 3—7-го скликань, депутат Верховної Ради УРСР 6—7-го скликань. Член ЦК КПРС у 1956—1971 роках. Кандидат у члени ЦК КП(б)У в 1949—1952 роках. Член ЦК КПУ в 1952—1976 роках. Кандидат у члени Президії (Політбюро) ЦК КПУ 19 травня 1961 — 17 березня 1971 р.

## Біографія
Народився 7 (20) серпня 1906 року в селянській родині. Трудову діяльність розпочав у 1915 році наймитом. З 1924 року працював відкатником на шахті Щербинівського рудника, вибирався секретарем Щербинівської сільської комсомольської організації, завідував клубом у селі Петрівці на Донбасі.
У 1928—1930 роках служив у Червоній армії.
Член ВКП(б) з 1929 року.
У 1930—1935 роках — студент хіміко-технологічного факультету Київського політехнічного інституту, здобув спеціальність інженера хіміка-технолога.
У 1935—1941 роках працював інженером-технологом, начальником цеху та директором Слов'янського арматурно-ізоляторного заводу Сталінської області.
У березні (офіційно 16 травня) — жовтні 1941 року — секретар Сталінського обласного комітету КП(б)У по хімічній промисловості. У грудні 1941 — серпні 1943 року — секретар Башкирського обласного комітету ВКП(б) по хімічній промисловості.
У 1943 (затверджений в жовтні 1944) — листопаді 1944 року — заступник секретаря Сталінського обласного комітету КП(б)У із хімічної промисловості — завідувач відділу хімічної промисловості Сталінського обласного комітету КП(б)У.
У листопаді 1944 — листопаді 1947 року — 2-й секретар Сталінського міського комітету КП(б)У.
У грудні (затв. у листопаді) 1947 — серпні (офіційно 25 жовтня) 1951 року — 2-й секретар Сталінського обласного комітету КП(б)У.
З серпня по вересень 1951 року — інспектор ЦК КП(б)У.
5 вересня 1951 — березень 1961 року — 1-й секретар Ворошиловградського (Луганського) обласного комітету КПУ.
У березні 1961 — березні 1971 року — голова Української республіканської Ради професійних спілок.
З 1971 року — персональний пенсіонер союзного значення в Києві.

## Нагороди
- три ордени Леніна (18.08.1956, .08.1966)
- орден Жовтневої Революції
- орден Трудового Червоного Прапора
- орден «Знак Пошани» (21.04.1939)
- медалі